# Wimbledon 1928
De 48e editie van het Britse grandslamtoernooi, Wimbledon 1928, werd gehouden van maandag 25 juni tot en met zaterdag 7 juli 1928. Voor de vrouwen was het de 41e editie van het Britse graskampioenschap. Het toernooi werd gespeeld bij de All England Lawn Tennis and Croquet Club in de wijk Wimbledon van de Britse hoofdstad Londen.
De Fransman René Lacoste won in de finale van zijn landgenoot en titelverdediger Henri Cochet.
De Amerikaanse Helen Wills verdedigde haar titel met succes.
Op de enige zondag tijdens het toernooi (Middle Sunday) werd traditioneel niet gespeeld. Het toernooi werd uitgespeeld op een dinsdag.

## Belangrijkste uitslagen
Mannenenkelspel

Finale: René Lacoste (Frankrijk) won van Henri Cochet (Frankrijk) met 6–1, 4–6, 6–4, 6–2 
Vrouwenenkelspel

Finale: Helen Wills (Verenigde Staten) won van Lilí de Álvarez (Spanje) met 6-2, 6-3 
Mannendubbelspel

Finale: Jacques Brugnon (Frankrijk) en Henri Cochet (Frankrijk) wonnen van John Hawkes (Australië) en Gerald Patterson (Australië) met 13–11, 6–4, 6–4 
Vrouwendubbelspel

Finale: Peggy Saunders (Verenigd Koninkrijk) en Phoebe Watson (Verenigd Koninkrijk) wonnen van Eileen Bennett (Verenigd Koninkrijk) en Ermyntrude Harvey (Verenigd Koninkrijk) met 6–2, 6–3 
Gemengd dubbelspel

Finale: Elizabeth Ryan (Verenigde Staten) en Pat Spence (Zuid-Afrika) wonnen van Daphne Akhurst (Australië) en Jack Crawford (Australië) met 7-5, 6-4  
Een juniorentoernooi werd voor het eerst in 1947 gespeeld.